# Nguyễn Quang Lợi
Nguyễn Quang Lợi (?-?) là một đại thần nhà Lý trong lịch sử Việt Nam.

## Tiểu sử
Nguyễn Quang Lợi không rõ quê quán, làm quan dưới thời Lý Thái Tổ. Năm 1028, Lý Nhân Nghĩa và Lê Phụng Hiểu dẹp Loạn tam vương, Nguyễn Quang Lợi tham gia phò Thái tử Phật Mã lên ngôi vua, tức vua Lý Thái Tông.
Tháng 11 năm 1028 (ÂL), vua Lý Thái Tông phong thưởng các quan chức, Nguyễn Quang Lợi được nhận chức Thái úy, xếp dưới Thái sư Lương Nhậm Văn, Thái phó Ngô Thượng Đinh, Thái bảo Đào Xử Trung và Trung thư Thị lang Liêu Gia Trinh, xếp trên cả Nguyễn Khánh và Lý Nhân Nghĩa.
Năm 1029, Nguyễn Quang Lợi bị giáng xuống làm Đô úy, được vua Lý Thái Tông sai đi đón thiền sư vào kinh thành.